# ليون فينك
ليون فينك (بالإنجليزية: Leon Fink)‏ هو مؤرخ أمريكي، ولد في 9 يناير 1948.